# Huehuetoca kommun
Huehuetoca är en kommun i Mexiko. Den ligger i delstaten Mexiko, i den centrala delen av landet, cirka 50 kilometer norr om huvudstaden Mexico City. Huvudorten i kommunen är Huehuetoca. Kommunen ingår i Mexico Citys storstadsområde och hade 100 023 invånare vid folkmätningen 2010.